# Михалевский, Фаддей Ильич
Фадде́й Ильи́ч Михале́вский (1876—1952) — советский экономист; доктор экономических наук (1935), член-корреспондент Академии наук СССР (1946). Автор учебника для вузов «Политическая экономия» (1927), выдержавшего несколько изданий.

## Биография
Фаддей Ильич Михалевский родился 15 мая (27 мая по новому стилю) 1876 года в местечке Барановичи (по другим данным — в местечке Ляховичи) Минской губернии в семье учителя.
Не имея высшего образования, Михалевский самостоятельно овладел экономикой, математикой и несколькими иностранными языками. В 1894—1919 годах работал учителем. Член ВКП(б)/КПСС с 1919 года. С 1921 по 1927 годы он читал курс политической экономии и руководит всем делом её преподавания в Коммунистическом Университете им. Я. М. Свердлова. Одновременно он читает курс политической экономии в Коммунистическом Университете трудящихся Востока и Московском Государственном Университете. С 1924 по 1930 г. Ф. И. Михалевский преподавал в Институте Красной Профессуры и в Институте экономики РАНИОН (Российской ассоциации научно-исследовательских институтов общественных наук). В эти же годы Ф. И. Михалевский занимает должность профессора и заведует кафедрой политической экономии в ряде других высших учебных заведений — в Институте народного хозяйства им. Плеханова, в Кредитно-экономическом институте Госбанка СССР и др. Осуществляя огромную педагогическую и научную работу, Ф. И. Михалевский одновременно в 1925 году заканчивает Институт Красной профессуры.
В 1926 и 1927 годах Фаддей Михалевский по поручению Госбанка СССР изучал в Германии работу сберегательных касс, после чего участвовал в становлении и развитии системы сберкасс в СССР. С середины двадцатых годов научная деятельность Ф. И. Михалевского осуществляется в системе Академии наук СССР. Сначала он сотрудник Института мирового хозяйства, а с 1930 года до конца жизни его исследования протекают в Институте экономики Академии наук СССР. В 1940—1952 годах был старшим научным сотрудником Института экономики Академии наук СССР, занимался вопросами денежного обращения, роли золота и истории денег в России. Был членом, а затем председателем (до 1950 года) Экспертного совета при Правлении Госбанка СССР; принимал участие в денежной реформе в СССР 1947 года. В 1946 году Академия наук СССР избирает Ф. И. Михалевского своим членом-корреспондентом.
Жил в Москве: в Дегтярном переулке, 8; на улице Усачева, 19а, корп. 14; на Кооперативной улице, 2.
Умер 17 ноября 1952 года в Москве. Похоронен в колумбарии Новодевичьего кладбища вместе с женой — Михалевской Ревеккой Исааковной (1890—1962) и дочерьми — Михалевской Геммой Фаддевной (1913—1965) и Бухиной Майей Фаддеевной (1927—2022). 
Дед Бориса Михалевского.

## Сочинения
- Начальный курс политической экономии Михалевского. 7-е изд. — Москва: Московский рабочий, 1925. — 338 c.
- Политическая экономия. — Москва ; Ленинград : Московский рабочий, 1928. — 400 с.
- К методологии изучения нашего денежного обращения. — М.: Госфиниздат, 1930. — 79 с.